# 楔叶东北杨
楔叶东北杨（学名：Populus girinensis var. ivaschkevitchii）为杨柳科杨属下的一个变种。

## 扩展阅读
- 維基物種上的相關：楔叶东北杨